# Spilosoma eogena
Spilosoma eogena là một loài bướm đêm thuộc phân họ Arctiinae, họ Erebidae.